# Matara rugosa
Matara rugosa là một loài tò vò trong họ Ichneumonidae.